# ایرا، هلسینکی
ایرا (به فنلاندی: Eira) یک منطقهٔ مسکونی در فنلاند است که در اولانلینا واقع شده‌است. ایرا ۰٫۱۷ کیلومتر مربع مساحت و ۱٬۰۴۶ نفر جمعیت دارد.